# Manuel Rocha Iturbide
 (mai 2024).
Manuel Rocha Iturbide, né en mai 1963 à Mexico, est un compositeur et artiste sonore mexicain.
Il est le fils de la photographe Graciela Iturbide.

## Biographie
Manuel Rocha Iturbide est né en 1963 à Mexico. Il a commencé ses études musicales à 13 ans. En 1983, après avoir étudié la pédagogie musicale à Lyon (méthode Edgar Willems) pendant un an, il commence sa carrière comme compositeur à l’école nationale de musique à l’université de Mexico. L’académisme extrême dans cette institution l'incite à explorer d’autres parcours créatifs comme la photographie dans « l’atelier des lundis », un espace dirigé par Pedro Meyer (en), le pionnier de la photographie digitale au Mexique. En 1988, il commence à utiliser la vidéo dans ses œuvres et en 1989 il réalise sa première sculpture sonore dans l’exposition « 14 artistes autour de Joseph Beuys » à Mexico, autour d’importants artistes mexicains de sa génération comme Gabriel Orozco. En 1989 Rocha Iturbide voyage aux États-Unis, à l’université de Mills College pour suivre un MFA en musique électronique. Dans cette Université, il compose “Frost Clear”, une œuvre pour frigidaire amplifié, contrebasse et sons électroniques qu’il a joué au cours des années dans importants festivals internationaux comme le “San Francisco electronic music festival” en 2006.
En 1991, Rocha Iturbide voyage en France, où il étudie et travaille comme chercheur à l’IRCAM (Institut de Recherche et Coordination Acoustique/Musique), et où il réalise sa thèse doctorale (à l’Université de Paris VIII sur la synthèse granulaire et la mécanique quantique en rapport avec le son). Durant ces années en France (1991-1996), il travaille avec Curtis Roads et avec Barry Truax (en), les deux plus importants pionniers de la synthèse granulaire par ordinateur. En 1999 Jean-Claude Risset, président du jury de sa thèse de doctorat, l'a reconnu pionnier de la musique par ordinateur (le titre de sa thèse était : “Les techniques granulaires dans la synthèse sonore”). L’influence de cette recherche peut être observée dans différents travaux de musique électroacoustique de ce compositeur :
- “Transiciones de Fase” pour quatuor à cuivres et sons électroniques (crée à l’IRCAM en 1994)

- “SL-9 pour sons fixés” (1994)

- “Moin Mor” pour sons fixés” (1995)

À son retour au Mexique, après 7 ans loin de son pays natal, Manuel Rocha Iturbide dédie son travail à développer des œuvres dans le champ de l’art sonore, devenant un des principaux promoteurs de ce langage interdisciplinaire au Mexique. Sa première œuvre importante a été Ping-Roll, une table d’aluminium avec des haut-parleurs au-dessus et plus de 60 balles de ping-pong qui interagissent avec des sons continus produits par des ondes sinusoïdales de différentes fréquences, en sautant et puis en roulant. Cette sculpture sonore a été exposée à la biennale de Sydney en 1998.
Depuis cette date, le travail de Manuel Rocha Iturbide est relié à l’art sonore et à la musique électroacoustique, où il a obtenu d’importantes mandats[Quoi ?]. En 2006, il a composé  pour le quatuor Arditti une œuvre pour quatuor à cordes et sons électroniques, Tetraktis, créée au Palais des beaux-arts de Mexico.
Rocha Iturbide a aussi beaucoup œuvré pour diffuser l’art sonore et la musique électroacoustique au Mexique et en Amérique Latine. Il a été le cofondateur et le commissaire du festival international d’art sonore au Mexique (1999-2002).
Il a aussi dédié son travail à la recherche en écrivant d’importants articles sur l’histoire de la musique électroacoustique mexicaine, l’esthétique dans l’art sonore, la musique expérimentale, etc.

## Compositions électroacoustiques importantes
- Avidya pour sons fixés. 1989.
- Atl pour sons fixés. 1990.
- Frost Clear pour frigidaire, contrebasse et sons fixés. 1990.
- Transiciones de Fase pour quatuor à cuivres et sons électroniques. 1994. (a obtenu un prix au festival-synthèse de Bourges).
- Moin Mor pour sons fixés. 1995[1]. (a obtenu un prix au festival-synthèse de Bourges).
- Semi No Koe pour flûte et sons fixés. 2001.
- Cantos Rituales pour sons fixés. 2003.
- B-36-A pour 19 pistes numériques. 2004. Commission pour le projet Oasis Sonoro[2].
- Purusha-Prakrti pour sons fixés. 2005. Commission de l'IMEB et premier prix au festival-synthèse de Bourges.
- Light and Dust pour hautbois et sons fixés. 2006.

## Œuvres d’art sonore importantes
- (+ * -) = - Sculpture sonore. 1989.
- Ligne d'abandon œuvre sonore conceptuelle en collaboration avec Gabriel Orozco. 1994.
- ”Mecanismos de absolución de deshechos” Installation sonore. 1997.
- Rebicyling Installation sonore. 2000[3].
- El eco está en todas partes Installation sonore. 2003. Collection Jumex.

## Expositions importantes
Manuel Rocha Iturbide réalise des expositions individuelles à la foire ARCO 99 de Madrid, à la galerie Surge à Tokyo, à l’espace d’art Avatar à Québec en 2002, etc.
Expositions collectives à la galerie Chantal Crousel à Paris, 1993 ; Artists Space à New York en 1997 ; Biennale de Sydney en 1998 ; Puddles Artists-Initiative links à Tokyo, 2003 ; Colección Jumex en 2003 et 2006 ; Musée des Beaux Arts à Caracas en 2003 ; Koldo de Mitxelena à Saint Sébastien en 2007.